# Rodolfo Choperna
Rodolfo Choperena Irizarri  (11. února 1905 Ciudad de México, Mexiko - 19. července 1969 Ciudad de México, Mexiko) byl mexický basketbalista. Člen týmu, který v roce 1936 na olympijských hrách v Berlíně vybojoval bronzové medaile. V turnaji nastoupil ve dvou zápasech.